# Anodonthyla nigrigularis
Anodonthyla nigrigularis är en groddjursart som beskrevs av Frank Glaw och Miguel Vences 1992. Anodonthyla nigrigularis ingår i släktet Anodonthyla och familjen Microhylidae. IUCN kategoriserar arten globalt som otillräckligt studerad. Inga underarter finns listade i Catalogue of Life.

## Bildgalleri

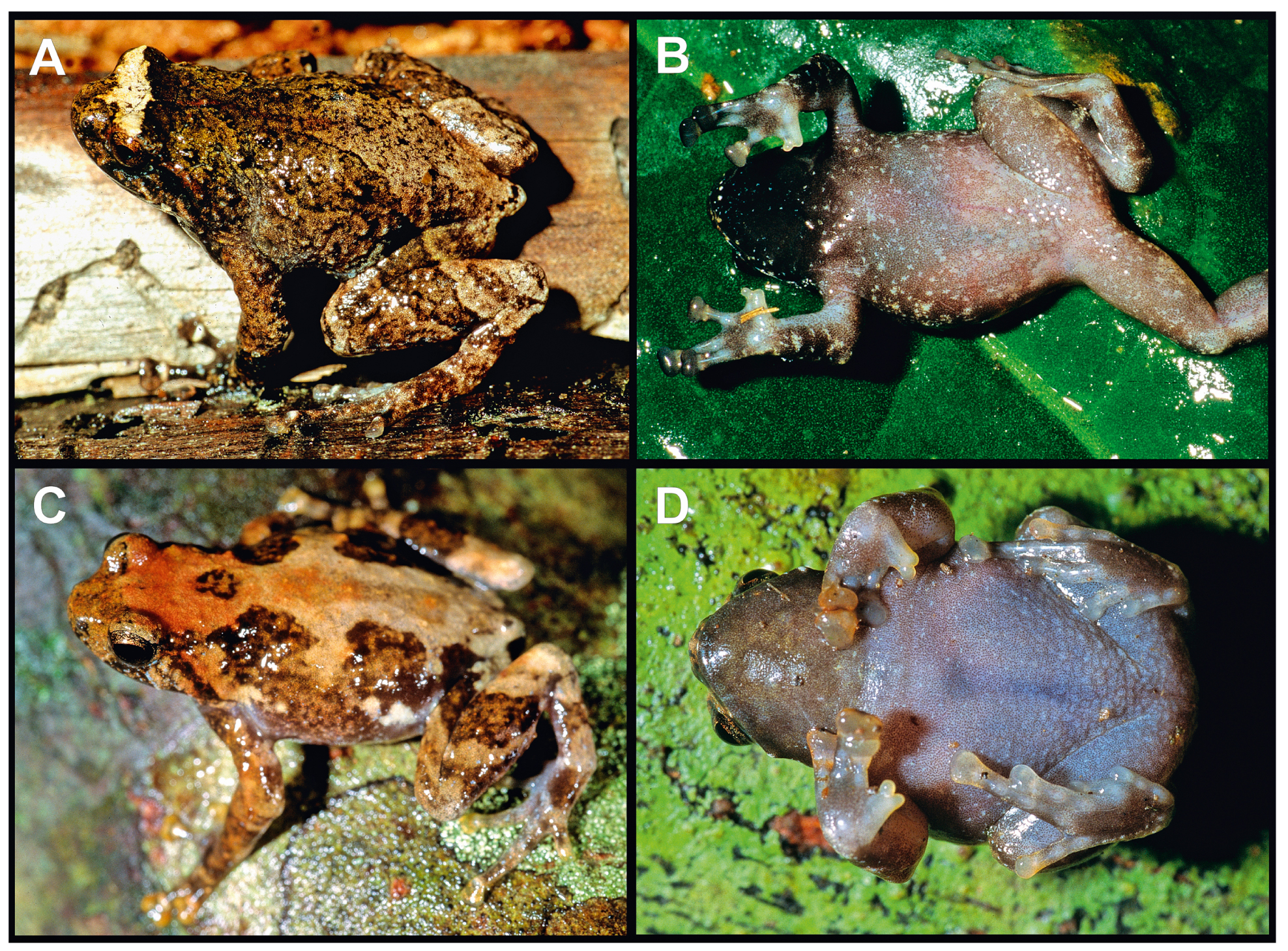
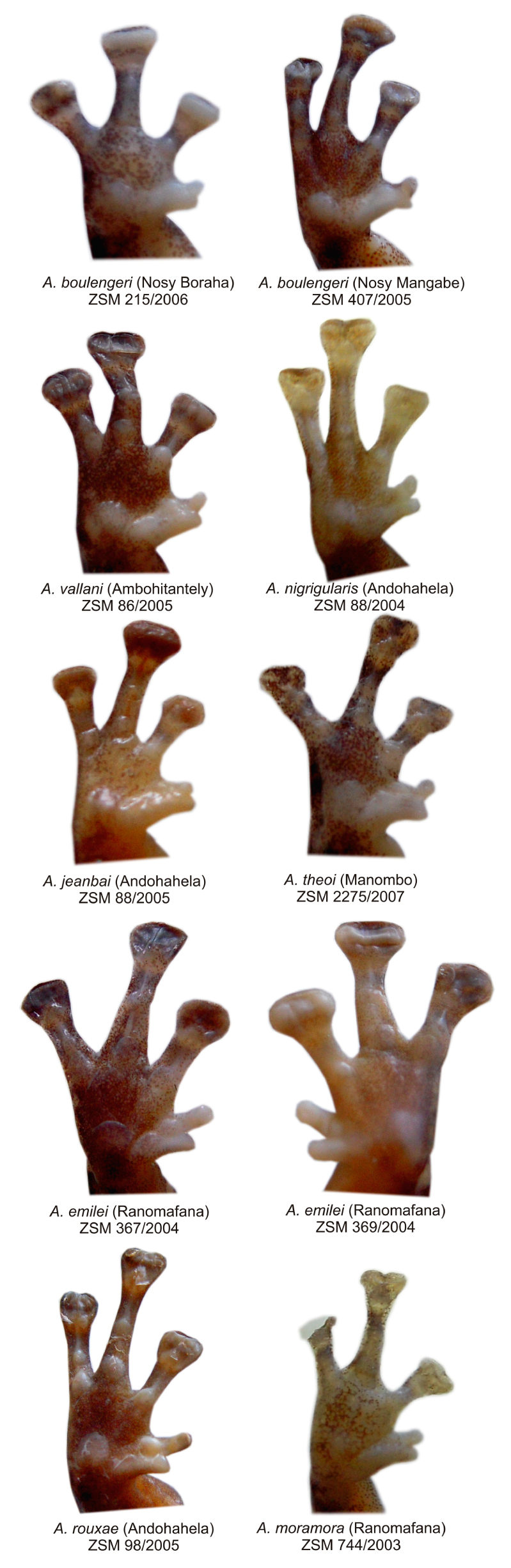